# Saison 1 de Sleeper Cell
Chronologie
Saison 2
Cet article présente le guide des épisodes de la première saison du feuilleton télévisé Sleeper Cell.

## Liste des épisodes

### Épisode 1:La Maison des martyrs
- États-Unis : 4 décembre 2005
- France : 15 septembre 2006 sur TPS Star

- Gary Levine (Cantor)
- Stephen Mendel (Rabbi)
- Zsa Zsa Modjallal (mère en pleurs)
- Jake Soldera (Marcus)
- Sahra Silanne (adolescente)
- John Wesley Chatman (Frat Boy)
- Lala Khanian (Nadia)

### Épisode 2:La Cible
- États-Unis : 5 décembre 2005
- France : 22 septembre 2006

- Scott Caudill (méchant ado #1)
- Noora Albright (jeune girlfriend)
- Taivon McKinney (Alexis-étudiant)
- Jeff Mallare (Eddy Pangetsu)
- Michael Desante (Masked Gunman)
- Francesca Cecil (jeune fille)

### Épisode 3:Le Nerf de la guerre
- États-Unis : 6 décembre 2005
- France : 29 septembre 2006

- Carlos Gómez (SAC Diaz)
- Michael Desante (Agent Spécial Alim Saleh)
- Melissa Sagemiller (Gayles)
- Rizwan Manji (vendeur de voiture)
- Eduardo Yáñez (Felix Ortiz)
- Seth William Meier (Technicien FBI Warren)
- Johanna Flores (Maria)
- Laura Ortiz (Magdalena)

### Épisode 4:Le Prophète
- États-Unis : 7 décembre 2005
- France : 6 octobre 2006 sur TPS Star

- Ryan Christopher Lee (garçon asiatique)
- Cat Ly (femme asiatique)
- Jeff Lorch (agent du CIA)
- Gary Hourani (audience #2)
- Summer Sinclair (personnel de vol)
- Sanjay (homme pakistani)

### Épisode 5:L'Entraînement
- États-Unis : 11 décembre 2005
- France : 13 octobre 2006 sur TPS Star

- John Siciliano (Kenneth Bin Al-Waleed)
- Connie Richmond (réceptionniste)
- Michelle Pierce (belle jeune fille)
- David Lindsay (Nerdy Kid)
- Adam Gorelick (Adolescent)
- Lydia Blanco (Miss Graham)
- Carlos Gomez (SAC Diaz)

### Épisode 6:La Famille
- États-Unis : 12 décembre 2005

- Ron Yuan (Cornrow)
- Nick Huff (Adolescent)
- Philip Carlsen (Christian Crusader)
- Ana Alexander (Jelena Jovanovic)
- Ally Walker (Lynn Ellen Emerson)

### Épisode 7:Le Jeune Afghan
- États-Unis : 13 décembre 2005

- Amro Salama (Abbas)
- Lou Richards (Détective)
- Tom Ohmer (Officier Davis)
- Tiger Mendez (Coyote)
- Kristi Clainos (préposé de l'hôtel)
- Maureena Galindo (prostituée #1)
- Cameron Lee (Gamer)

### Épisode 8:L'Agent Serxner
- États-Unis : 14 décembre 2005

- DeVone Lawson Jr. (plongeur)
- Andy Langham (Détective LAPD #1)
- Bill Parks (Johnny)

### Épisode 9:Le Jour d'avant
- États-Unis : 18 décembre 2005

- P.D. Mani (commando Pakistanais)
- Rana Haddad (épouse de Nabeel)
- Michael Desante (tireur masqué)
- Amy Block (femme ivre qui chante)

### Épisode 10:Youmud Din
- États-Unis : 18 décembre 2005

- Amro Salama (Abbas)
- Alexa Melo (Anthem Singer)
- Carl Gilliard (détective NYPD)
- Michael Desante (FBI Special Agent Alim Saleh)
- Kinsey Packard (femme de la police scientifique)
- Jackson Kuehn (officier du Signal Intelligence)